# Tolmiea
Tolmiea é um género botânico pertencente à família Saxifragaceae, nativa do oeste dos Estados-Unidos.
O gênero foi nomeado em homenagem ao botânico canadiano-escocês William Fraser Tolmie.

## Espécies
Há 2 espécies do gênero descobertas:
- T. diplomenziesii
- T. menziesii

### Características
Tolmiea diplomenziessii : Rosetas geralmente não desenvolvidas, folhas no caule bastante largas. Floreiam durante a primavera e verão, e costuma crescer em madeiras úmida, particularmente margens de córregos e rios. É diplóide, 2n=14.
Tolmiea menziesii : Rosetas geralmente bem desenvolvidas,  folhas no caule não muito largas. Floreiam durante a primavera e verão, e costuma crescer em madeiras úmida, particularmente margens de córregos e rios. É autotetraplóide, 2n=28.